# مقصر پدرم بود
مقصر پدرم بود فیلمی به کارگردانی رضا صفایی و نویسندگی اکبر جنتی شیرازی محصول سال ۱۳۴۵ است.

## داستان
خانواده‌ای نمونه با هوسرانی پدر از هم پاشیده می‌شود...

## بازیگران
- رضا بیک ایمانوردی
- سونیا
- ابراهیم نادری
- دلیله نمازی
- اکبر هاشمی
- اکبر جنتی شیرازی